# John Rowan

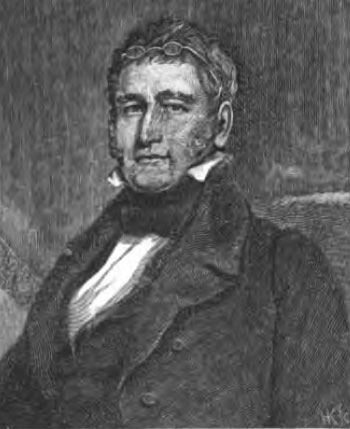
John Rowan

John Rowan, född 12 juli 1772 nära York, Pennsylvania, död 13 juli 1843 i Louisville, Kentucky, var en amerikansk jurist och politiker. Han representerade delstaten Kentucky i båda kamrarna av USA:s kongress, först i representanthuset 1807–1809 och sedan i senaten 1825–1831. Han var ordförande i senatens justitieutskott 1829–1831.
Rowan studerade juridik i Lexington, Kentucky. Han inledde 1795 sin karriär som advokat i Louisville. Demokrat-republikanen Rowan var delstatens statssekreterare (Secretary of State of Kentucky) 1804–1806. Han blev invald i representanthuset i kongressvalet 1806. Han efterträddes 1809 som kongressledamot av Henry Crist. Rowan tjänstgjorde som domare i en appellationsdomstol 1819–1821.
Rowan var en anhängare av Andrew Jackson. Han efterträdde 1825 Isham Talbot som ledamot av USA:s senat. Han efterträddes 1831 av Henry Clay.